# 孫統
孙统（?—?），字承公，太原郡中都县（今山西省平遥县西北）人，晋朝官员、诗人。冯翊太守孙楚之孙。妻樂安蕭氏
永嘉之亂後与弟孫绰及从弟孫盛过江。善寫文章，時人以為有楚風。褚裒召為參軍，不就。後來擔任吳寧（今浙江省东阳市）令，又任馀姚令，性好山水，“纵意游肆，名山胜川靡不穷究”。有文集十卷。

## 子
- 孫騰，字伯海，小字僧奴，嗣子，歷任中庶子、廷尉[4]
- 孫登，官至尚書郎，曾註解《老子》[5]